# The Reflecting God
«The Reflecting God» es la canción número 15 del álbum de estudio de 1996, Antichrist Superstar de Marilyn Manson.

## Apariciones
- Antichrist Superstar
- Lest We Forget: The Best Of

## Versiones
- The Reflecting God — Aparece en "Antichrist Superstar" y "Lest We Forget (The Best of)".
- The Reflecting God (Live) — Aparece en The Last Tour on Earth.
- The Reflecting God (Live) — Aparece en "Guns, God and Government World Tour DVD".